# Charles Maurin
Pour les articles homonymes, voir Maurin.
Jean Baptiste Joseph Antonin Charles Maurin né le 1er avril 1856 au Puy-en-Velay et mort le 18 juin 1914 à Grasse est un peintre et graveur français.
Il est un proche du mouvement libertaire.

## Biographie
Charles Maurin est l'élève de Jules Joseph Lefebvre et le maître de Félix Vallotton. Il reçoit le prix Crozatier le 9 novembre 1875, ce qui lui  permet de venir étudier en 1877 à l'École des beaux-arts de Paris puis à l'Académie Julian, où il a enseigné par la suite. Il expose au Salon des artistes français de 1882 à 1890 et devient membre de la Société des artistes français en 1883.
Anarchiste, il collabore au journal Les Temps nouveaux de Jean Grave, ainsi qu'à La Revue blanche. Il réalise le bois gravé de Ravachol entre les montants de la guillotine et plusieurs croquis de Louise Michel.
Maurice Joyant organise en 1893, à la galerie Boussod et Valadon, successeurs de Goupil & Cie, la première grande exposition de Lautrec, qu’il partage avec Charles Maurin.
Il a pratiqué des styles variés, dont le symbolisme pour son tableau La Maternité.

## Galerie

Œuvres de Charles Maurin
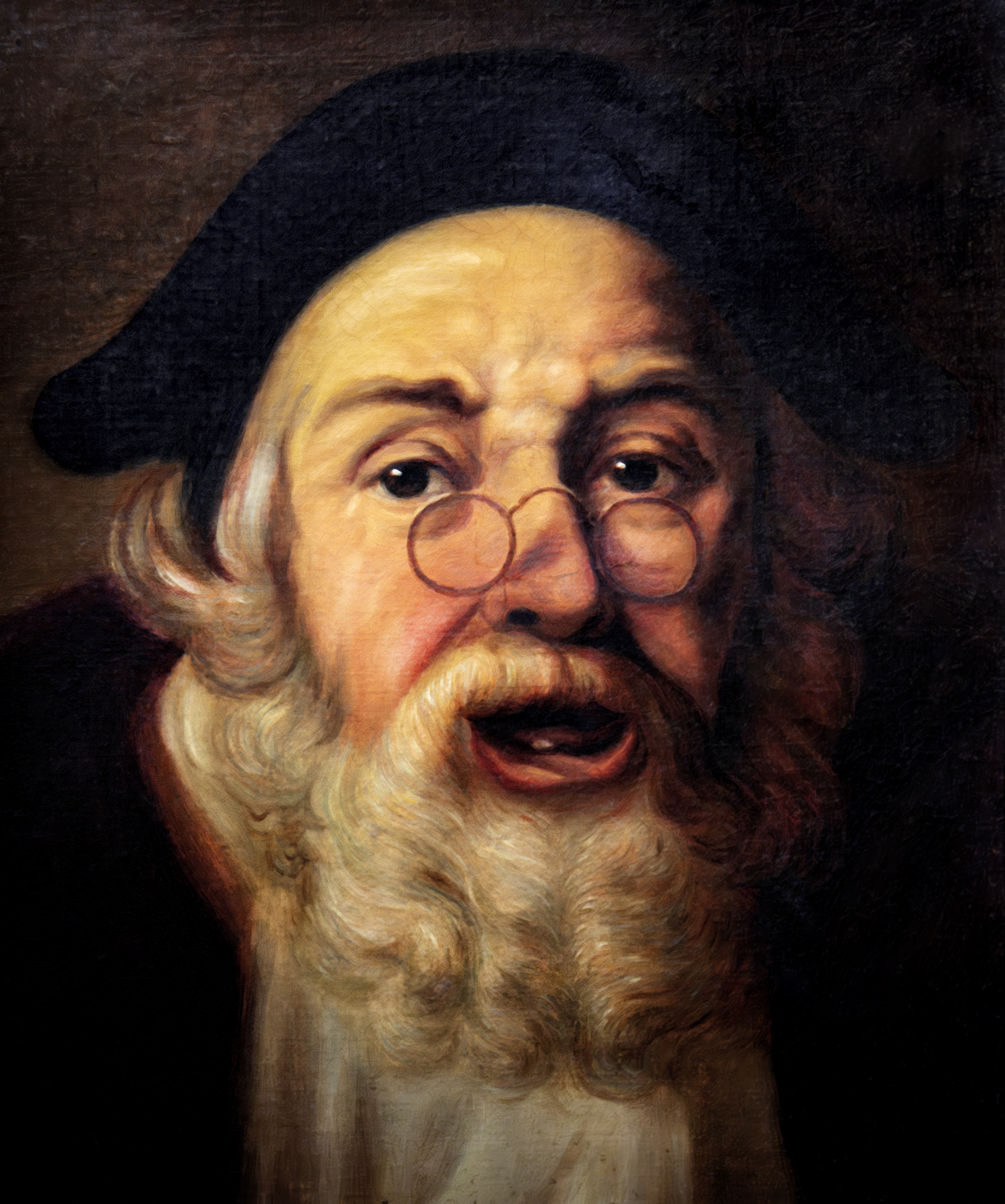
L'Usurier Collection Pierre Fabre
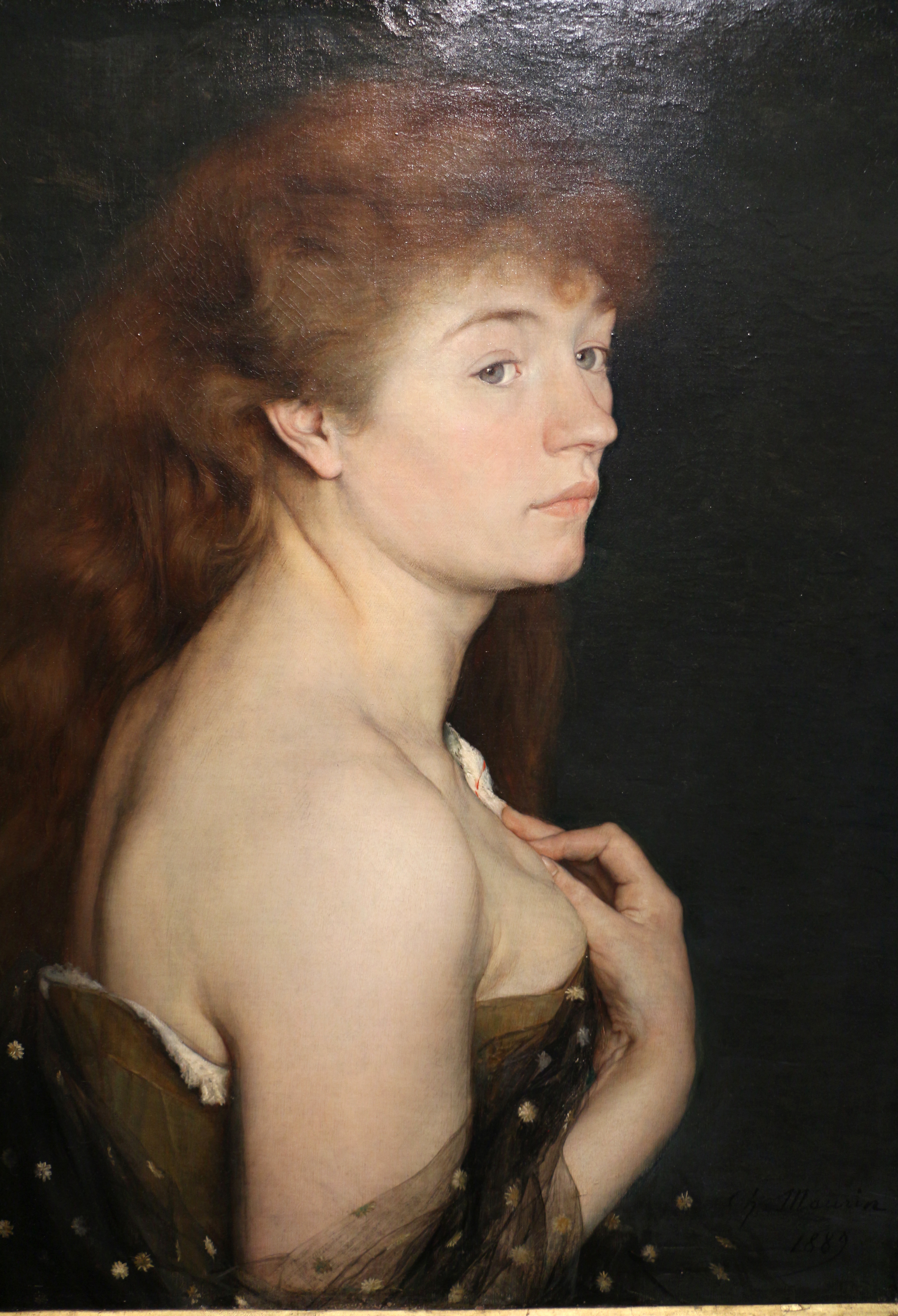
Portrait de jeune femme rousse (1889), Paris, musée d'Orsay.
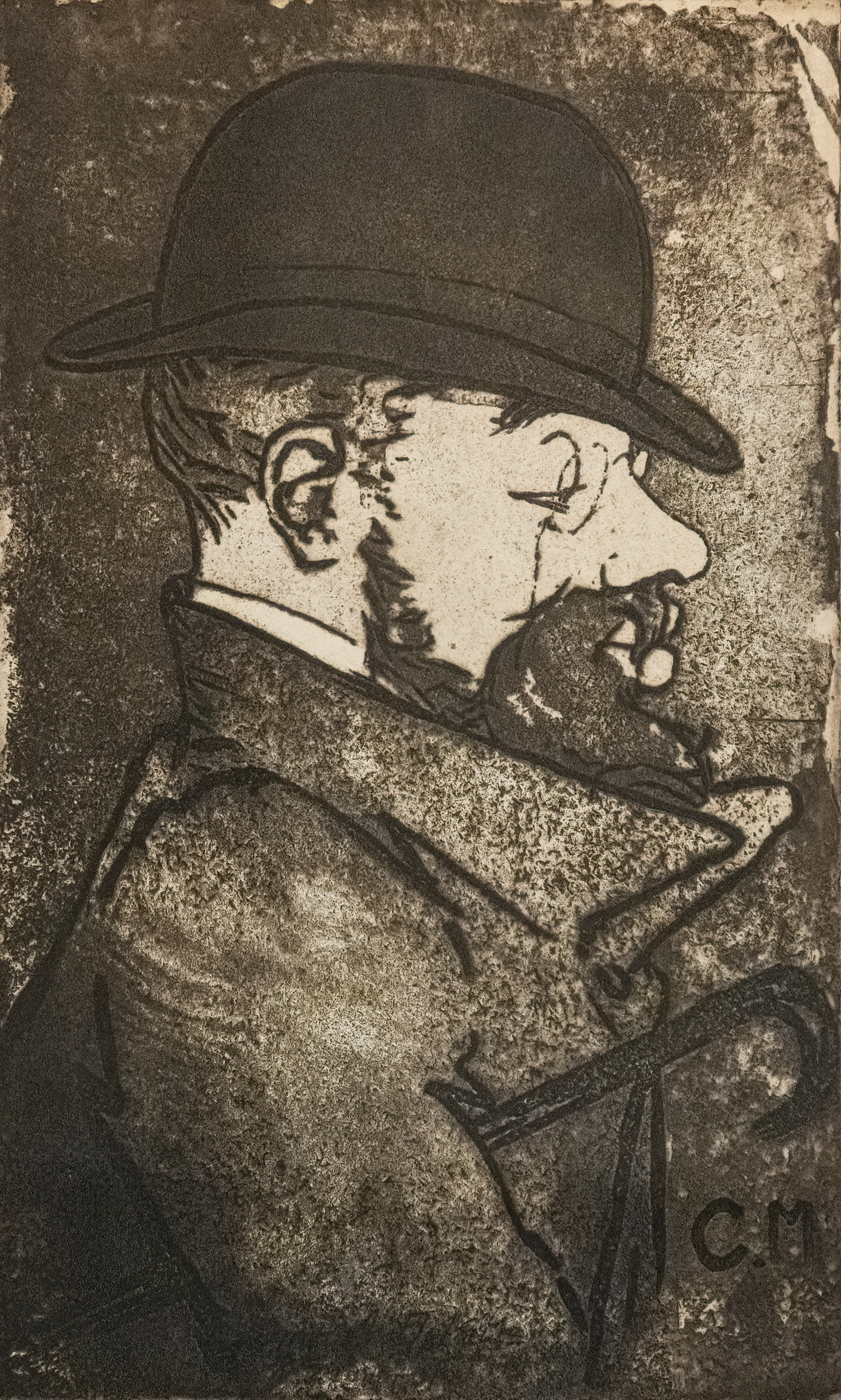
Toulouse-Lautrec en buste (1890), eau-forte, Albi, musée Toulouse-Lautrec.
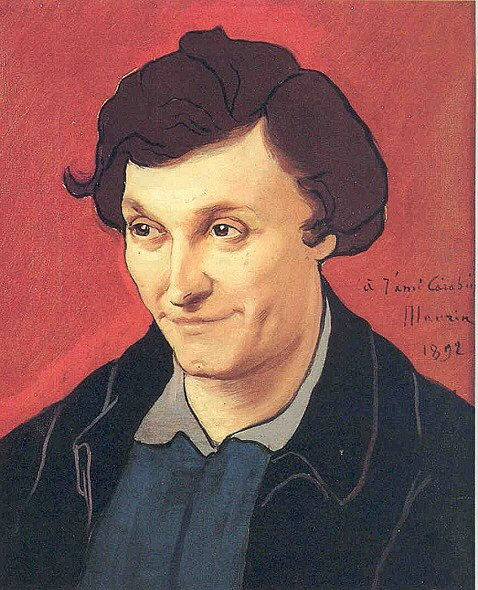
Portrait de François-Rupert Carabin (1892), Le Puy-en-Velay, musée Crozatier.
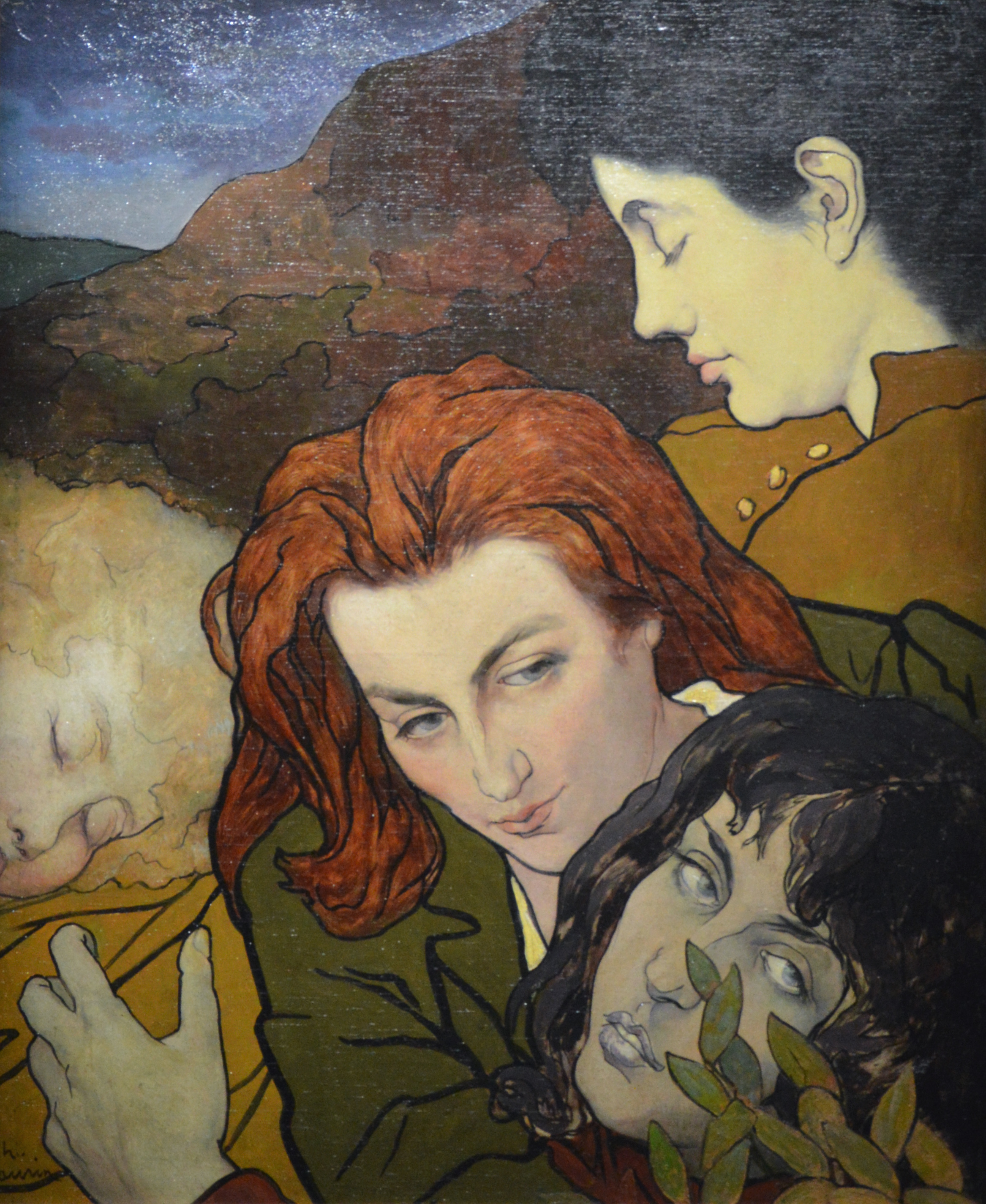
Composition (vers 1892), Paris, musée d'Orsay.
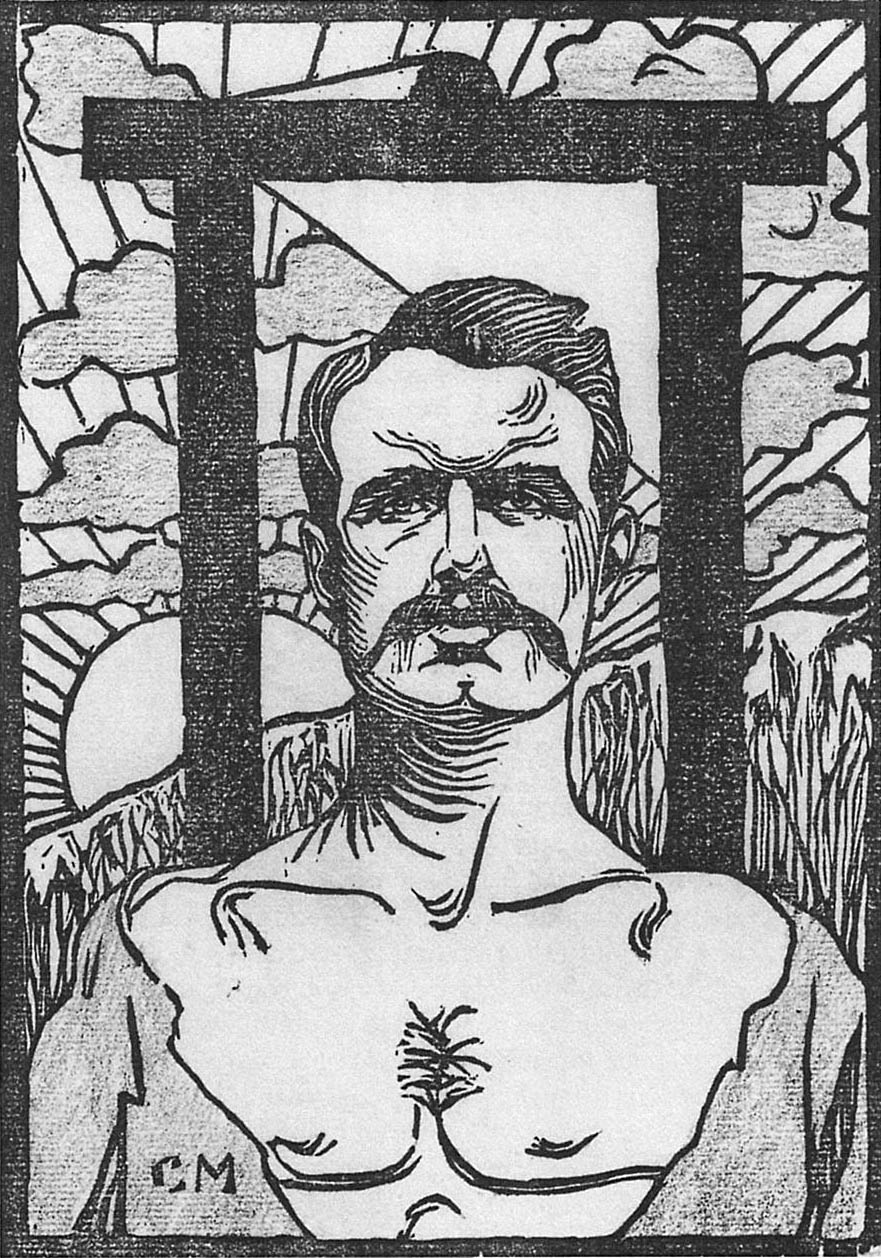
Ravachol (1893), bois gravé.
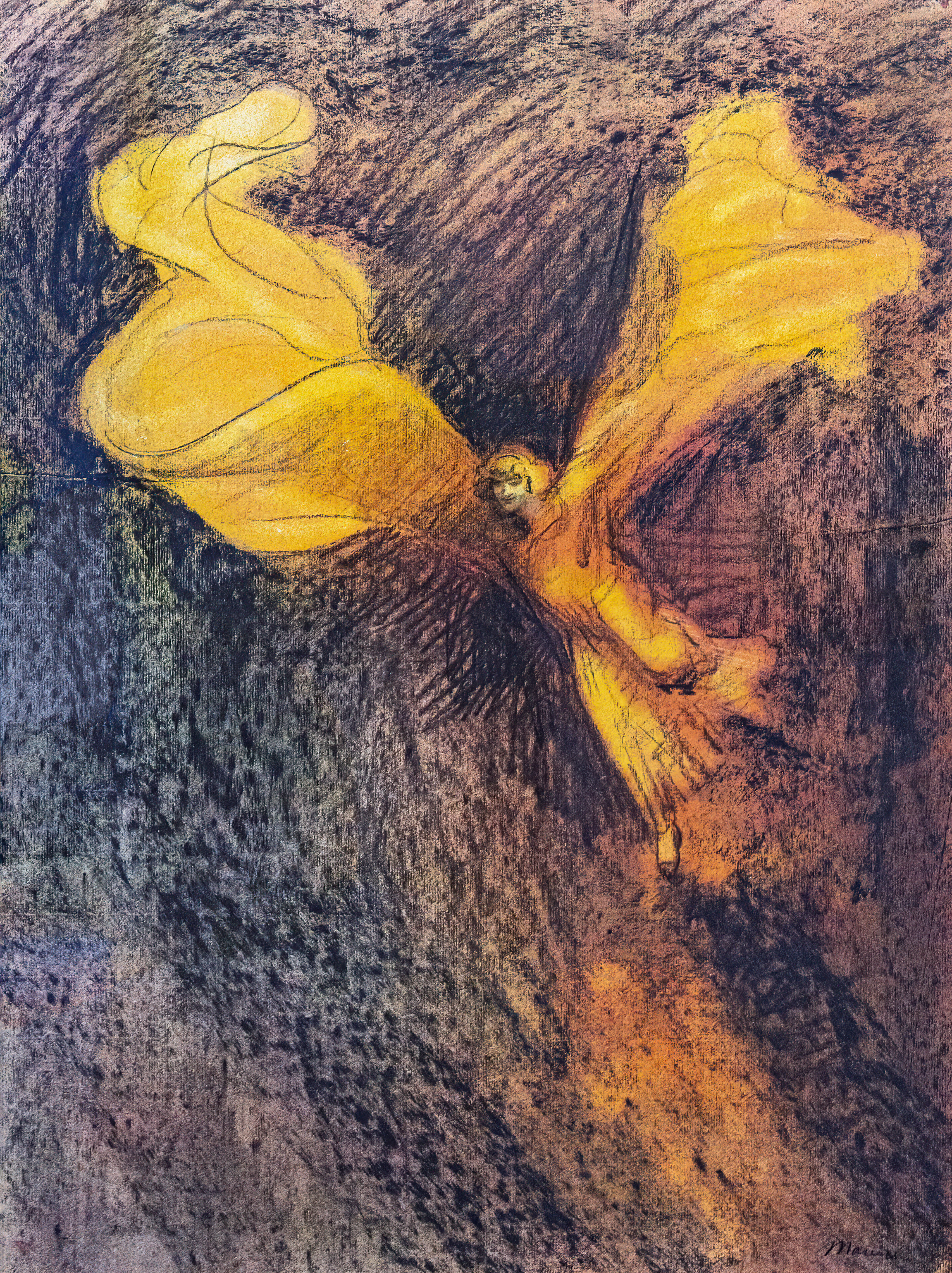
Loïe Fuller (robe orange) (vers 1895), Palm Beach, collection David E. Weisman et Jacqueline E. Michel.
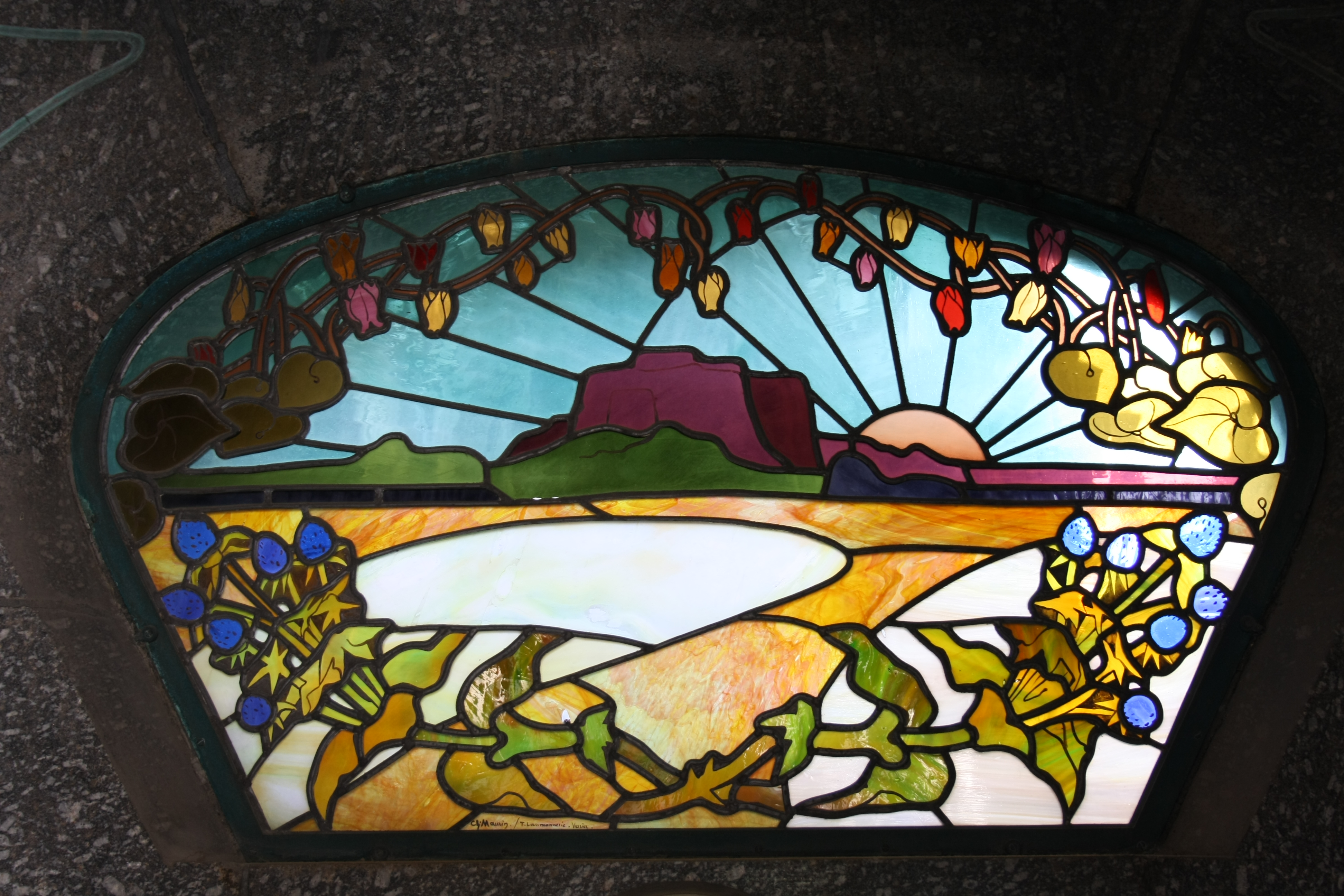
Vitrail, sépulture Laurent, Paris, cimetière de Passy.
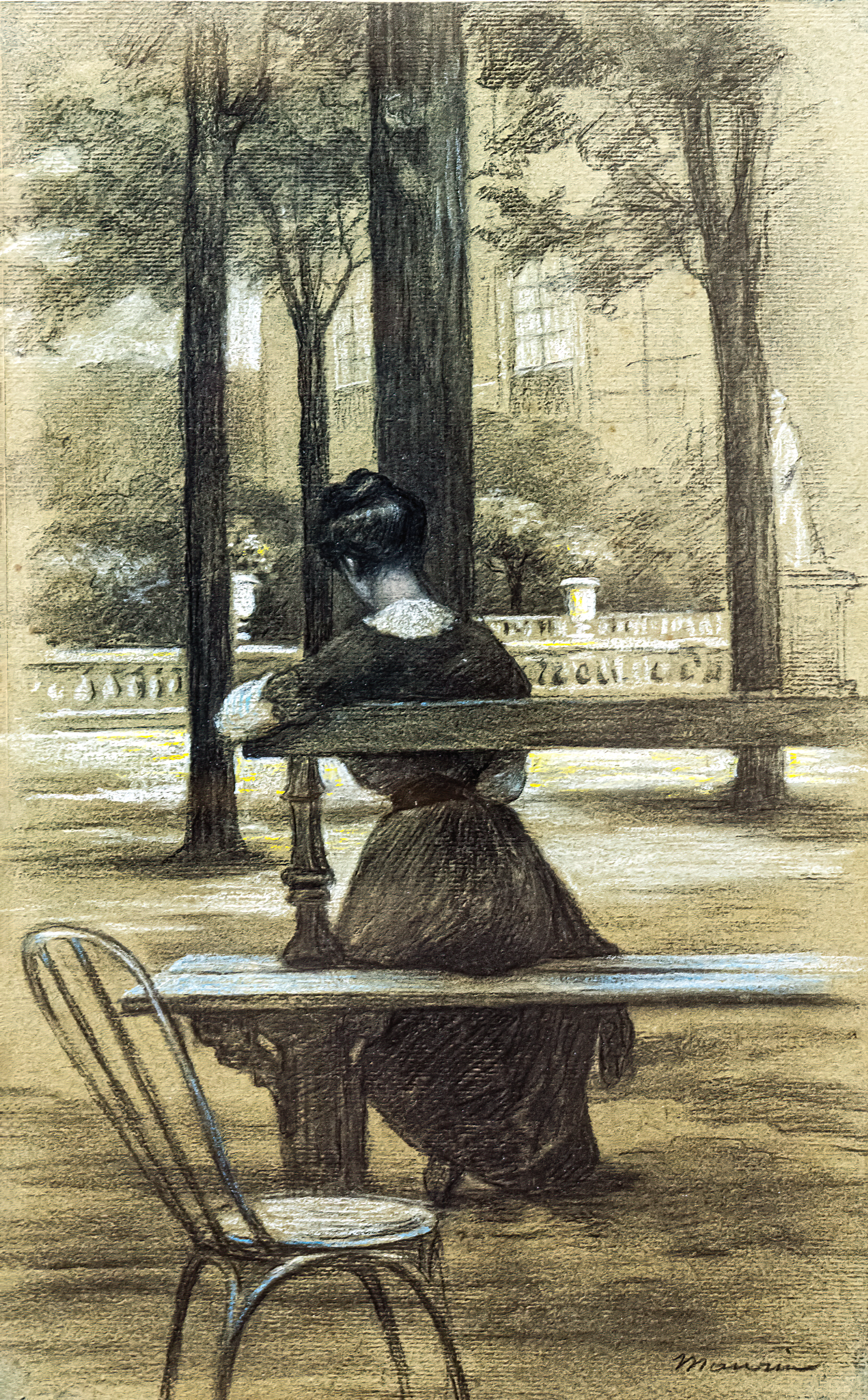
La lecture au jardin du Luxembourg, fusain et gouache sur papier, Albi, musée Toulouse-Lautrec.
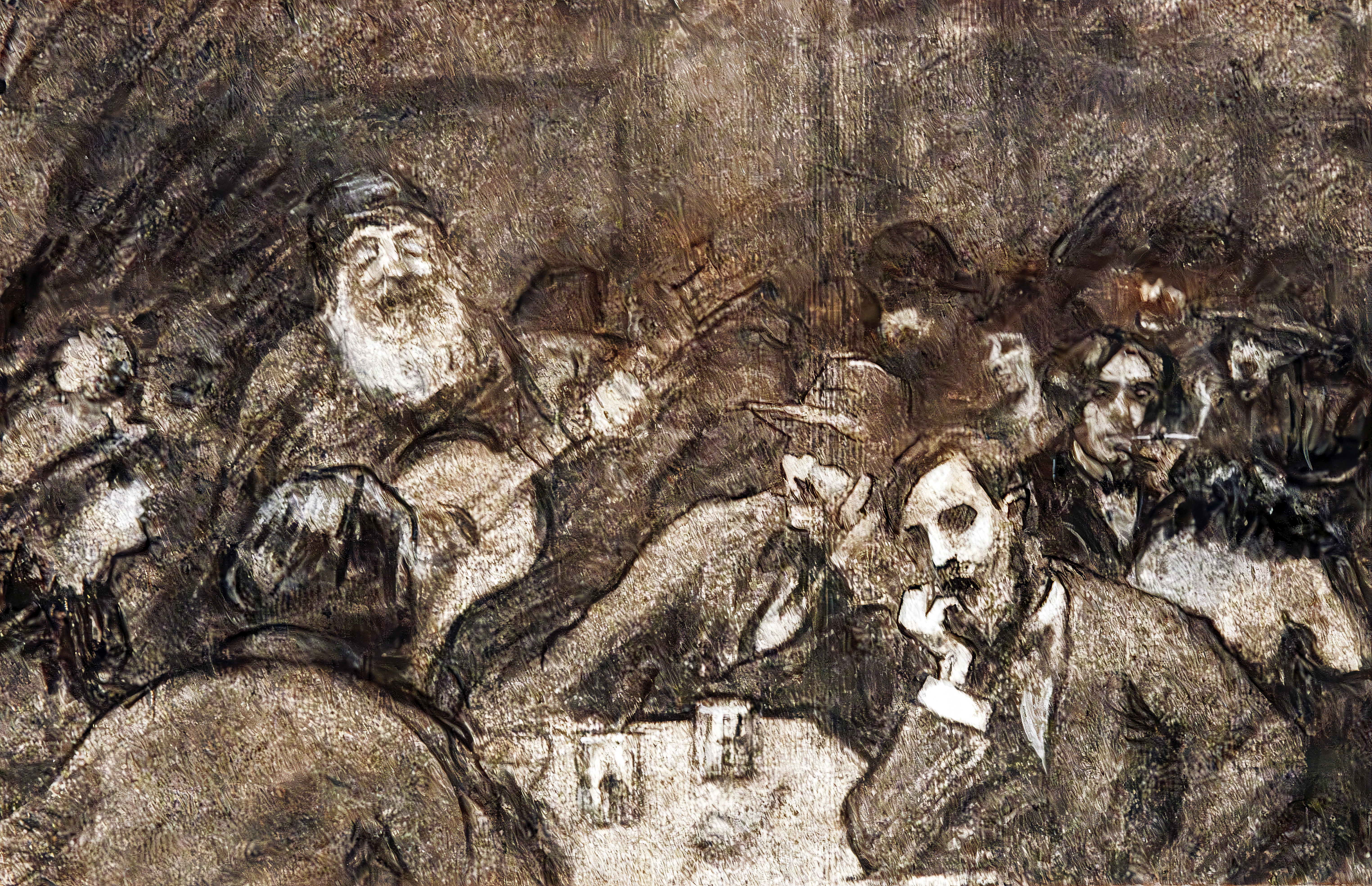
Le Lapin Agile (1905-1910), Fusain sur papier, Musée de Montmartre.